# Сан-Джорджо-ди-Мантова
Сан-Джорджо-ди-Мантова (итал. San Giorgio di Mantova) — коммуна в Италии, в провинции Мантуя области Ломбардия.
Население составляет 8195 человек (на 2004 г.), плотность населения составляет 341 чел./км². Занимает площадь 24 км². Почтовый индекс — 46030. Телефонный код — 0376.
Покровителем населённого пункта считается святой великомученик Георгий Победоносец. Праздник ежегодно празднуется 23 апреля.